# Medal Służby Wojennej
Medal Służby Wojennej (port. Medalha de Serviços de Guerra) – brazylijskie wojskowe odznaczenie, ustanowione 13 grudnia 1943.
Medal ten nadawany wojskowym w służbie czynnej, rezerwie lub w stanie spoczynku, służącym w Brazylijskiej Marynarce Wojennej lub marynarkach sojuszników, a także członkom załóg brazylijskich lub sojuszniczych statków marynarek handlowych, którzy oddali cenne zasługi wojenne zarówno na wodzie jak i na lądzie.
W zależności od stażu pracy można było otrzymać dodatkową jedną, dwie lub trzy srebrne gwiazdki mocowane do wstążki oraz baretki medalu.
W brazylijskiej kolejności starszeństwa odznaczeń, jeśli na wstążce znajdują się gwiazdki, zajmuje miejsce po Medalu Wybitnej Służby, a przed Medalem Północno-Wschodnich Sił Morskich. Jeśli natomiast nadany został bez gwiazdek, to znajduje się po Medalu Zasługi dla Oficerów i Funkcjonariuszy Korpusu Straży Pożarnej Dystryktu Federalnego, a przed Medalem Wojennym.